# Falken (Thüringen)
Falken is een dorp in de Duitse gemeente Treffurt in het Wartburgkreis in Thüringen. Het dorp wordt voor het eerst genoemd in 1104. In 1993 ging de tot dan zelfstandige gemeente op in de gemeente Treffurt. 
Falken · Großburschla · Hattengehau · Ifta · Schnellmannshausen · Schrapfendorf · Treffurt · Volteroda · Wolfmannsgehau